# Jeff Corwin

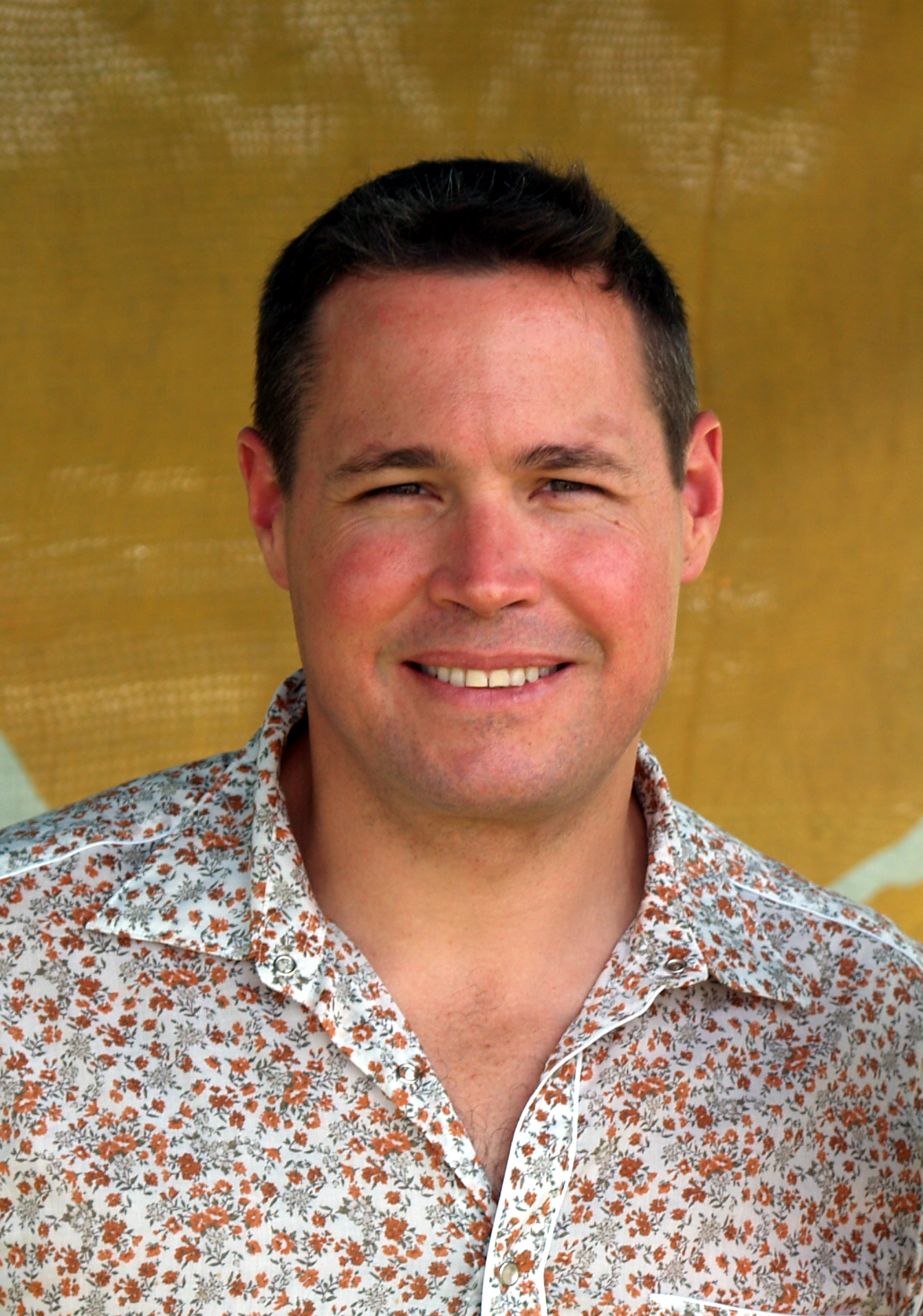
Jeff Corwin (Juni 2006)

Jeffrey Scott Corwin, oft fälschlich Jeffrey Samuel Corwin, (* 11. Juli 1967 in Norwell, Massachusetts) ist ein US-amerikanischer Moderator und Produzent, der vor allem durch seine Tierfilme Going Wild with Jeff Corwin und The Jeff Corwin Experience (deutsch Jeff Corwins tierische Abenteuer) bekannt wurde.
Corwin besuchte das Bridgewater State College in Bridgewater, Massachusetts und schloss es mit einem Bachelor in Biologie und Anthropologie ab.
Jeff Corwin lebt in Marshfield, Massachusetts, mit seiner Frau und einer Tochter.

## Werke (Auswahl)
- 1997: Going Wild with Jeff Corwin
- 2001: The Jeff Corwin Experience (dt. Jeff Corwins tierische Abenteuer), 39 Episoden à 60 Min.
- 2003: Jeff Corwin's Monsters (dt. Titanen der Urzeit), zwei Teile à 45 Min.
- 2005: Corwin's Quest (dt. Mit Jeff Corwin um die Welt), 13 Episoden
- 2008: Into America's West